# Ibicus
Ibicus est une bande dessinée française en 4 tomes de Pascal Rabaté, d'après le roman d'Alexis Tolstoï, publiée chez Vents d'Ouest entre 1998 et 2001.

## Genèse
Passionné par l'œuvre de Léon Tolstoï, Pascal Rabaté a acheté par erreur le livre original (d'Alexis Tolstoï) aux puces. Découvrant son erreur il le met de côté, sans y consacrer plus d'intérêt. Plusieurs mois après, alors qu'il n'a plus rien à lire, il se décide à ouvrir Ibicus. Il est tellement emporté par le livre qu'il décide de s'attaquer à une longue adaptation – plus de 500 pages – en bande dessinée de ce roman méconnu.

## Résumé
Petit comptable à la vie sans intérêt, Siméon Nevzorof s'est fait prédire l'avenir par une bohémienne qui lui a indiqué que quand le monde sombrerait dans la guerre, il deviendrait immensément riche. Dès lors, il n'attend plus que la violence qui arrive avec la révolution russe et lui donnera en effet pouvoir et fortune. Mais le destin est facétieux et rapidement, Siméon chute, et découvre alors que son don le plus marqué est sa capacité à renaître sans cesse de ses cendres.

## Albums
- Ibicus, Vents d'Ouest, coll. « Intégra » :

1. Livre 1, 1998  (ISBN 2-86967-692-1)[2],[3].
2. Livre 2, 1999  (ISBN 2-86967-801-0).
3. Livre 3, 2000  (ISBN 2-86967-866-5)[4].
4. Livre 4, 2001  (ISBN 2-86967-954-8)[5].

## Récompenses
Livre 1
- Prix des libraires de bande dessinée, Festival d'Angoulême 1999.
- Prix des librairies Extrapole, 1998.
- Prix «Attention talent» de la Fnac, 1998.

Livre 2
- Alph'Art du meilleur album, Festival d'Angoulême 2000[6].
- Prix de la ville de Genève pour la bande dessinée, catégorie International, 1999